# Sand Corona
Sand Corona is een corona op de planeet Venus. Sand Corona werd in 2003 genoemd naar de Franse schrijfster en feministe George Sand (1804-1876) en werd oorspronkelijk Sand Patera genoemd.
De corona heeft een diameter van 181 kilometer en bevindt zich ten westen van Trotula Corona in het quadrangle Bereghinya Planitia (V-8).